# Cycle de Krebs inverse

de Cycle de Krebs inverse.

Le cycle de Krebs inverse est une voie métabolique cyclique par laquelle certaines bactéries fixent le dioxyde de carbone CO2 et l'eau H2O sous forme d'acétyl-CoA en utilisant l'hydrogène H2, l'ion sulfure S2− ou encore l'ion thiosulfate S2O32− comme donneurs d'électrons,, selon un mécanisme reprenant le cycle de Krebs en sens inverse pour constituer une alternative marginale au cycle de Calvin. Les principales étapes de ce cycle sont les suivantes :
- Une première molécule de CO2 est fixée sur la succinyl-CoA par l'alpha-cétoglutarate synthase (EC 1.2.7.3) pour former de l'α-cétoglutarate, sur lequel une seconde molécule de CO2 est fixée pour former de l'isocitrate avec réduction au NADPH + H+.

- L'isocitrate est ensuite isomérisé en citrate, lequel est clivé en oxaloacétate et acétyl-CoA par l'ATP citrate lyase (EC 2.3.3.8), une enzyme importante de la biosynthèse des acides gras.

- L'oxaloacétate est ensuite converti en succinyl-CoA par une série de réactions qui ferment le cycle en passant par le malate, le fumarate et le succinate. La conversion du fumarate en succinate est catalysée par une fumarate réductase à ménaquinone, qui catalyse la réaction réciproque de la succinate déshydrogénase dans le cycle de Krebs.

Ce cycle de réactions pourrait avoir joué un rôle dans l'apparition de la vie sur Terre en offrant une voie anabolique chimiotrophe alternative à la phototrophie, certaines de ses étapes pouvant être catalysées par des minéraux.